# Les Brulais
Les Brulais (en bretó Ar Brugeier) és un municipi francès, situat a la regió de Bretanya, al departament d'Ille i Vilaine. L'any 2006 tenia 456 habitants. Fou creat el 1790 en segregar-se de Comblessac.

## Demografia
| 1962                                       | 1968 | 1975 | 1982 | 1990 | 1999 |
| ------------------------------------------ | ---- | ---- | ---- | ---- | ---- |
| 356                                        | 389  | 382  | 362  | 387  | 400  |
| Des de 1962: població sense dobles comptes |      |      |      |      |      |

## Administració
| Període | Identitat    | Partit |
| ------- | ------------ | ------ |
| 2001-   | Michel Gruel |        |